# هاكيتستاون (نيوجيرسي)
هاكيتستاون (بالإنجليزية: Hackettstown town, New Jersey)‏ هي بلدة تقع بولاية نيوجيرسي في الولايات المتحدة. تبلغ مساحتها 9.61 كم2، وترتفع عن سطح البحر 168.85920000000002 م، بلغ عدد سكانها 9,724 نسمة في عام 2010 حسب إحصاء مكتب تعداد الولايات المتحدة وتصل الكثافة السكانية فيها 1,011.9 نسمة لكل كيلومتر مربع (2,620.8/ميل2).

## التركيبة السكانية
حدّد مكتب تعداد الولايات المتحدة بيانات التركيبة السكانية لهاكيتستاون في تعداد الولايات المتحدة. في ما يلي، التركيبة السكانية حسب تعدادي 2000 و2010.

### تعداد عام 2000
بلغ عدد سكان هاكيتستاون 10,403 نسمة بحسب تعداد عام 2000، وبلغ عدد الأسر 4,134 أسرة وعدد العائلات 2,532 عائلة مقيمة في البلدة. في حين سجلت الكثافة السكانية 1,082.5 نسمة لكل كيلومتر مربع (2,803.7/ميل2). وبلغ عدد الوحدات السكنية 4,347 وحدة بمتوسط كثافة قدره 452.3 لكل كيلومتر مربع (1,171.5/ميل2).
وتوزع التركيب العرقي للبلدة بنسبة 90.25% من البيض و2.18% من الأمريكيين الأفارقة و0.12% من الأمريكيين الأصليين و2.91% من الأمريكيين ذوي الأصول الآسيوية و0.06% من سكان جزر المحيط الهادئ و2% من الأعراق الأخرى و2.47% من عرقين مختلطين أو أكثر و8.01% من الهسبانيون أو اللاتينيون من أي عرق.
بلغ عدد الأسر 4,134 أسرة كانت نسبة 32.1% منها لديها أطفال تحت سن الثامنة عشر تعيش معهم، وبلغت نسبة الأزواج القاطنين مع بعضهم البعض 48% من أصل المجموع الكلي للأسر، ونسبة 9.3% من الأسر كان لديها معيلات من الإناث دون وجود شريك، بينما كانت نسبة 3.9% من الأسر لديها معيلون من الذكور دون وجود شريكة وكانت نسبة 38.8% من غير العائلات. تألفت نسبة 31.7% من أصل جميع الأسر من عدة أفراد يعيشون في نفس المنزل ونسبة 11% كانت تتألف من شخص يعيش بمفرده يبلغ من العمر 65 عاماً أو أكثر. وبلغ متوسط حجم الأسرة المعيشية 2.41، أما متوسط حجم العائلات فبلغ 3.10.
بلغ العمر الوسطي للسكان 35.4 عاماً. وكانت نسبة 22.7% من القاطنين تحت سن الثامنة عشر، وكانت نسبة 7.3% بين الثامنة عشر والرابعة والعشرين عاماً، ونسبة 33.6% كانت واقعةً في الفئة العمرية ما بين الخامسة والعشرين والرابعة والأربعين عاماً، ونسبة 21% كانت ما بين الخامسة والأربعين والرابعة والستين، ونسبة 11.1% كانت ضمن فئة الخامسة والستين عاماً فما فوق. يوجد لكل 100 أنثى 95.8 ذكر، ويوجد لكل 100 أنثى في الثامنة عشر من عمرها فما فوق 93.3 ذكر.
بلغ متوسط دخل الأسرة في البلدة 51,955 دولارًا، أما متوسط دخل العائلة فبلغ 64,383 دولارًا. وكان متوسط دخل الذكور 44,420 دولارًا مقابل 31,110 دولارًا للإناث. وسجل دخل الفرد الخاص بالبلدة 24,742 دولارًا. وكانت نسبة 2.3% من العائلات ونسبة 4.8% من السكان تحت خط الفقر، وكان من هؤلاء نسبة 4.9% تحت سن الثامنة عشر ونسبة 7.1% في الخامسة والستين من العمر وما فوق.

### تعداد عام 2010
بلغ عدد سكان هاكيتستاون 9,724 نسمة بحسب تعداد عام 2010، وبلغ عدد الأسر 3,575 أسرة وعدد العائلات 2,255 عائلة مقيمة في البلدة. في حين سجلت الكثافة السكانية 1,011.9 نسمة لكل كيلومتر مربع (2,620.8/ميل2). وبلغ عدد الوحدات السكنية 3,755 وحدة بمتوسط كثافة قدره 390.7 لكل كيلومتر مربع (1,011.9/ميل2).
وتوزع التركيب العرقي للبلدة بنسبة 85.08% من البيض و2.46% من الأمريكيين الأفارقة و0.24% من الأمريكيين الأصليين و4.97% من الأمريكيين ذوي الأصول الآسيوية و0.05% من سكان جزر المحيط الهادئ و5.19% من الأعراق الأخرى و2.02% من عرقين مختلطين أو أكثر و15.16% من الهسبانيون أو اللاتينيون من أي عرق.
بلغ عدد الأسر 3,575 أسرة كانت نسبة 31.4% منها لديها أطفال تحت سن الثامنة عشر تعيش معهم، وبلغت نسبة الأزواج القاطنين مع بعضهم البعض 49.5% من أصل المجموع الكلي للأسر، ونسبة 8.6% من الأسر كان لديها معيلات من الإناث دون وجود شريك، بينما كانت نسبة 5% من الأسر لديها معيلون من الذكور دون وجود شريكة وكانت نسبة 36.9% من غير العائلات. تألفت نسبة 30% من أصل جميع الأسر من عدة أفراد يعيشون في نفس المنزل ونسبة 12.3% كانت تتألف من شخص يعيش بمفرده يبلغ من العمر 65 عاماً أو أكثر. وبلغ متوسط حجم الأسرة المعيشية 2.48، أما متوسط حجم العائلات فبلغ 3.09.
بلغ العمر الوسطي للسكان 37.3 عاماً. وكانت نسبة 20.3% من القاطنين تحت سن الثامنة عشر، وكانت نسبة 14.5% بين الثامنة عشر والرابعة والعشرين عاماً، ونسبة 25.5% كانت واقعةً في الفئة العمرية ما بين الخامسة والعشرين والرابعة والأربعين عاماً، ونسبة 25.5% كانت ما بين الخامسة والأربعين والرابعة والستين، ونسبة 14.1% كانت ضمن فئة الخامسة والستين عاماً فما فوق. وتوزع التركيب الجنسي للسكان بنسبة 47.9% ذكور و52.1% إناث.

## وصلات خارجية
- الموقع الرسمي